# Neoporteria
Neoporteria is een geslacht van spinnen uit de  familie van de Macrobunidae. 

## Soorten
- Neoporteria annulata Roth, 1967
- Neoporteria pracellans Mello-Leitão, 1943